# The Chair (игра)
The Chair (с англ. — «Кресло») — игровое шоу, премьера которой состоялась на канале ABC в январе 2002 года. Её вёл бывший чемпион по теннису Джон Макинрой, а его директором был Майкл А. Саймон. Среди авторов шоу была Тереза Штрассер, которая работала на передаче «Who Wants to Be a Millionaire?» этого же канала, а позже вела проект While You Were Out, который был после программы «Кресло», который был закрыт.

## Перед игрой
Участники игры проходят полномасштабное медицинское обследование перед началом игры: им предлагаются различные тесты на интеллект, и в течение нескольких часов за их сердцебиением следят врачи, в том числе и проверяя реакцию на различные неожиданные события. Только после одобрения медкомиссии участник может начинать игру.

## Правила игры
Участник садится в кресло и пристёгивается ремнями. Он смотрит на экран над ведущим, где видны текущий вопрос и варианты ответов. Начальная сумма — 5 тысяч долларов, максимальный выигрыш — 250 тысяч долларов. Для того, чтобы получить максимальную сумму, игроку нужно не только правильно ответить на 7 вопросов, но и следить, чтобы пульс не превышал определённую отметку, которая называется «красная линия» (англ. redline). «Красная линия» определяется за счёт пульса участника в спокойном состоянии, к которому прибавляются 60% (позже — 70%). С каждым следующим вопросом «красная линия» снижается на 5%. Так, при стандартном пульсе в 80 ударов в минуту «красная линия» составляет 128 или 136 ударов в минуту (если прибавлять 60 или 70% соответственно) и после каждого вопроса уменьшается на 4 удара в минуту. Если пульс превысит «красную линию», то игрок будет терять в секунду определённое количество денег и лишится права отвечать на вопрос, пока пульс не опустится ниже красной линии. Деньги при этом не вычитаются, если пульс подскочил в перерыве между вопросами или во время чтения вопроса.
В третьем вопросе игроку предстоит просмотреть видеоряд, причём вопрос может касаться абсолютно любого фрагмента видеоряда. Пятый вопрос потребует определить принадлежность определённых предметов к какой-либо категории, а седьмой — назвать событие, которое произошло раньше или позже. После четвёртого вопроса ведущий предлагает игроку один раз за игру в обмен на уменьшение банка игры на 25 тысяч долларов не снижать «красную линию», но на это игроки соглашались редко. Игра продолжалась до тех пор, пока у игрока есть деньги на счету и пока он отвечает верно. Игра завершалась в одном из следующих случаев:
- После первого же неверного ответа
- После потери всех денег из-за неснижающегося пульса (происходили случаи, когда игроки проигрывали, ещё не успев даже дать ответа на первый вопрос)
- После трёх предупреждений от ведущего (см. ниже)
- После верного ответа на последний вопрос (игрок признаётся победителем игры)

### Выигрыши и штрафы
| Вопрос | Стоимость | Штраф за превышение пульса (в секунду) |
| ------ | --------- | -------------------------------------- |
| 1      | $5,000    | $100                                   |
| 2      | $10,000   | $100                                   |
| 3      | $15,000   | $200                                   |
| 4      | $25,000   | $300                                   |
| 5      | $40,000   | $400                                   |
| 6      | $50,000   | $500                                   |
| 7      | $100,000  | $1,000                                 |

Игрок может покинуть игру с некоей «стабилизированной суммой» (см. ниже) — он не потеряет эти деньги, если даст неверный ответ. Максимальный выигрыш без потери денег и проявления любого волнения — 250 тысяч долларов США.

### «Стоп-сердце»
Дважды за игру проводилась операция «Стоп-сердце» (англ. heartstopper) с целью запугать игрока и попытаться поднять его пульс — на площадке может начаться фейерверк, выпускаться огни, пойти дым и т.д. Иногда игроку могли показать аллигатора вплотную, улей пчёл, качающийся над головой огромный маятник, подающего прямиком над головой ведущего мячи и т.д. Однако при этом организаторы программы должны были обеспечить безопасность игрока, чтобы он не получил физических увечий. Операция длится 15 секунд, и если игрок выдержит это испытание — игра продолжается. Если «красная линия» будет превышена, игрок будет терять деньги. Игроку нельзя ни в коем случае закрывать глаза, иначе ему сделают предупреждение.

### Стабилизация
После ответа на вопрос стоимостью 15 тысяч долларов США игрок получает право «стабилизировать» сумму — она становится «несгораемой». Если игрок дал неверный ответ или получил три предупреждения, он покидает игру с выбранной им несгораемой суммой. Если же при превышении «красной линии» банк окажется меньше стабилизированной суммы, то игрок будет терять деньги из собственной несгораемой суммы.

### Предупреждения
Игроку нельзя закрывать глаза и предпринимать какие-то физические действия по снижению пульса (в том числе и во время «Стоп-сердце»), иначе ему даётся предупреждение. После трёх предупреждений игрок покидает шоу. Однако в США за всю историю игры никто не был дисквалифицирован: в первом же выпуске участнику не вынесли предупреждения, когда он закрыл глаза во время операции «Стоп-сердце»; в одном из выпусков игрок получил два предупреждения, но не выбыл.

## Показ по ТВ
С 15 января по 4 марта 2002 года показали 9 выпусков на ABC, сняв всего 13. За все выпуски только два человека добились успеха, дав верный ответ на последний вопрос:
- Крис Макерер (англ. Kris Mackerer) — выиграла 224600 долларов США в выпуске от 5 февраля 2002 года[1]
- Стивен Бенджамин (англ. Steven Benjamin) — выиграл 250000 долларов США в выпуске от 4 марта 2002 года; максимально возможный выигрыш

За неделю до победы Макерер до седьмого вопроса дошёл Дин Шеффрон (англ. Dean Sheffron) с банком в 132200 долларов США, но из-за превышения «красной линии» проиграл все деньги.
Из-за конкуренции с шоу «The Chamber» производства FOX программа «The Chair» быстро закрылась, поскольку снимать её приходилось по ночам. Более того, ABC и FOX обвиняли друг друга в плагиате идеи, однако судебное следствие ничего не выявило.

## Версии в других странах
| Страна         | Название                                    | Ведущий              | Канал             | Приз                           | Премьера                          |
| -------------- | ------------------------------------------- | -------------------- | ----------------- | ------------------------------ | --------------------------------- |
| Австрия        | The Chair                                   | Оливер Штамм         | ATV               | 25,000 евро                    | 2003                              |
| Арабский мир   | الكرسي El Kursi                             | Ибрагим Абу-Джудех   | Abu Dhabi TV      | 100,000 долларов               | 2003                              |
| Болгария       | Столът Stolat                               | Аспарух Минчев       | NOVA              | 25 000 лев                     | 2002 — 2003                       |
| Великобритания | The Chair                                   | Джон Макинрой        | BBC               | 50.000 фунтов                  | 31 августа — 9 ноября 2002        |
| Вьетнам        | CHUTICH                                     | -                    | VTV3              | 500,000,000 донгов             | 2005                              |
| Германия       | Puls Limit: Jeder Herzschlag zählt          | Пир Кусмак           | VOX               | -                              | 22 апреля — 10 июня 2003          |
| Греция         | Στα Όρια Sta Oria                           | Костас Апостолидис   | ANT1              | -                              | октябрь — декабрь 2002            |
| Испания        | La Silla                                    | Константино Ромеро   | Canal Sur         | 100.000 евро                   | 2002                              |
| Камбоджа       | -                                           | -                    | Apsara Television | 300,000,000 риелей             | 2003                              |
| Мексика        | La Silla                                    | Хуан Мануэль-Берналь | TV Azteca         | 250,000 песо                   | 2005                              |
| Нидерланды     | The Chair                                   | -                    | RTL               | 100,000 евро                   | 2012                              |
| Новая Зеландия | The Chair                                   | Мэтью Ридж           | NZ On Screen      | 50,000 новозеландских долларов | 2002                              |
| Россия         | Кресло                                      | Фёдор Бондарчук      | СТС               | 410,000 рублей                 | 7 сентября 2002 — 28 августа 2004 |
| Турция         | Koltuk                                      | Османтан Эркир       | Kanal D           | 250.000.000.000 лир            | 2002                              |
| Таиланд        | The Chair เก้าอี้ระทึก The Chair Kao-Ie-Ra-Teuk | Ноппон Комарачун     | BBTV CH7          | 3,000,000 батов                | 8 июля — 25 ноября 2003           |
| Таиланд        | The Chair เก้าอี้ระทึก The Chair Kao-Ie-Ra-Teuk | Джон Раттанаверодж   | BBTV CH7          | 3,000,000 батов                | 8 июля — 25 ноября 2003           |
| Франция        | Zone Rouge                                  | Жан-Пьер Фуко        | TF1               | 30,000 евро                    | январь 2003 — апрель 2005         |
| Южная Корея    | 더 체어 코리아 The Chair Korea              | Сё Гёнг-Сёк          | KBS               | 20,000,000 вон                 | 14 декабря 2001                   |
| Южная Корея    | 더 체어 코리아 The Chair Korea              | Шин Донг Юп          | KBS               | 50,000,000 вон                 | 14 марта 2012                     |
| Япония         | ザ・チェアー The Chair                      | Масанори Хамада      | TBS               | 10,000,000 иен                 | 25 мая — 28 сентября 2005         |

## Отличия в разных национальных версиях
Во французской версии с каждым вопросом красная линия снижается на 10%. Также типы вопросов строго фиксированы:
- Первый вопрос подразумевает ответы «Верно» и «Неверно».
- Во втором вопросе игрок смотрит сценку с участием ведущего в образе мима и дать верный ответ на вопрос по сценке.
- Третий и пятый вопрос имеют четыре варианта ответа.
- В четвёртом вопросе игрок слушает фрагмент песни и даёт ответ на вопрос по песне.
- В шестом вопросе игрок смотрит видеоряд и отвечает на вопрос по нему.
- В седьмом вопросе игрок должен перечислить ряд имён или понятий заданной категории: будет названо минимальное число необходимых ответов и максимальное число возможных.